# St. Michael (Prappach)

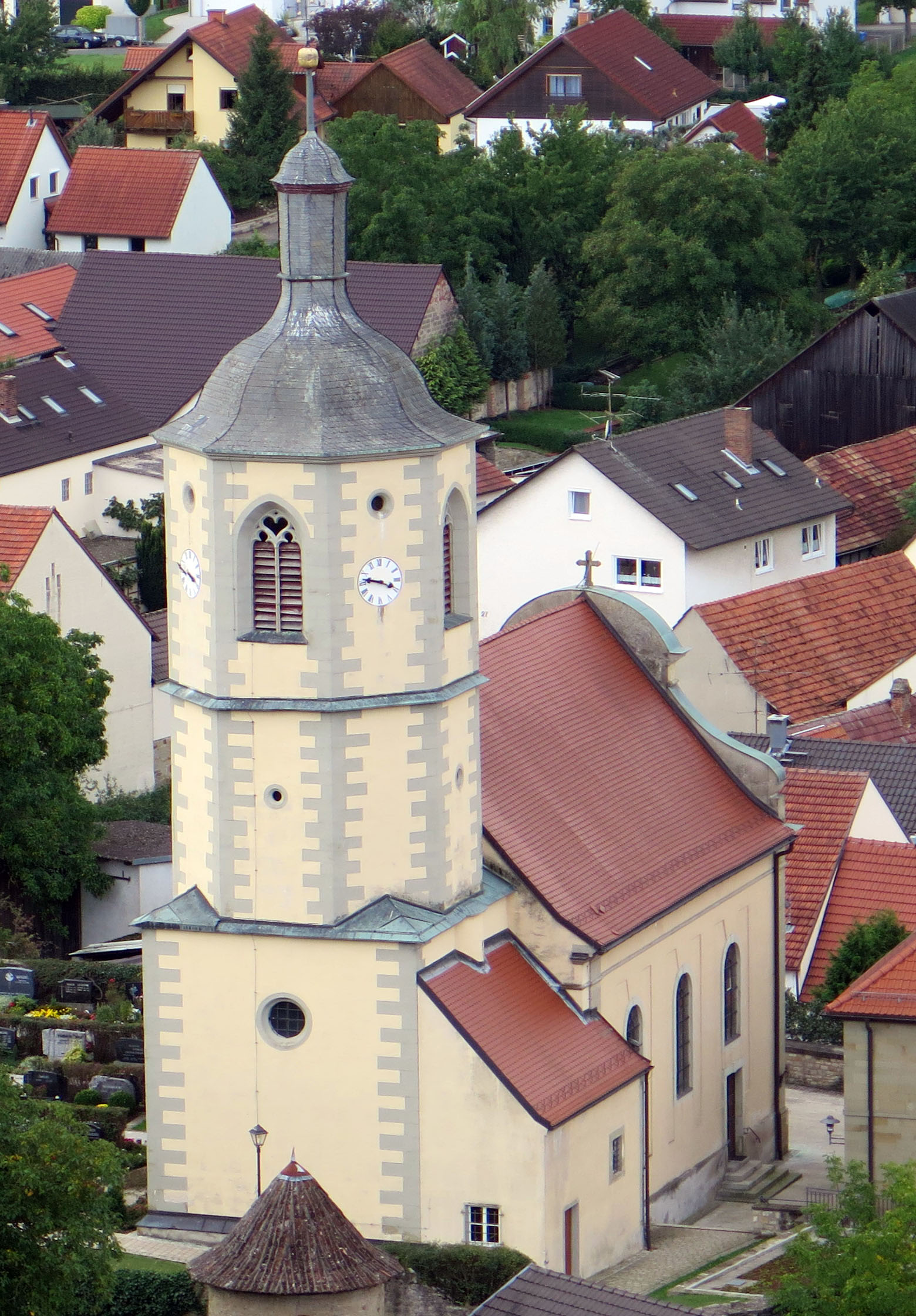
St. Michael in Prappach

Die römisch-katholische Pfarrkirche St. Michael steht in Prappach, einem Gemeindeteil der Kreisstadt Haßfurt im unterfränkischen Landkreis Haßberge in Bayern. Das denkmalgeschützte Bauwerk geht auf eine mittelalterliche Allerheiligenkirche zurück. Die Pfarrei gehört zur Pfarreiengemeinschaft St. Kilian (Haßfurt) im Dekanat Haßberge des Bistums Würzburg. 

## Beschreibung
Die erste Umgestaltung der Saalkirche erfolgte von 1573 bis 1617 unter Julius Echter von Mespelbrunn. Das Erdgeschoss des Chorturms auf quadratischem Grundriss, der im Kern aus dem 16. Jahrhundert stammt, wurde mit zwei achteckigen Geschossen aufgestockt, das oberste beherbergt die Turmuhr und den Glockenstuhl, und mit einer schiefergedeckten geschwungenen Haube mit Laterne bedeckt. 
Die zweite Umgestaltung und Erweiterung erfolgte zwischen 1779 und 1795 unter Franz Ludwig von Erthal. An den Chorturm wurde 1781 das mit einem Satteldach bedeckte breitere Langhaus angebaut. Es entstand die mit einem Volutengiebel bedeckte spätbarocke Fassade im Westen, die mit Lisenen in drei Fensterachsen gegliedert ist. In der mittleren Achse befindet sich das Portal. 
Zur Kirchenausstattung gehören der um 1790 gebaute, aus Holz gearbeitete Hochaltar aus Stuckmarmor und die Kanzel aus der gleichen Zeit. Die beiden Seitenaltäre kamen in den Jahren von 1883 bis 1889 aus der Haßfurter Stadtpfarrkirche, allerdings ohne die ursprünglichen Altarretabel. 